# Polimorfizm (biologia)

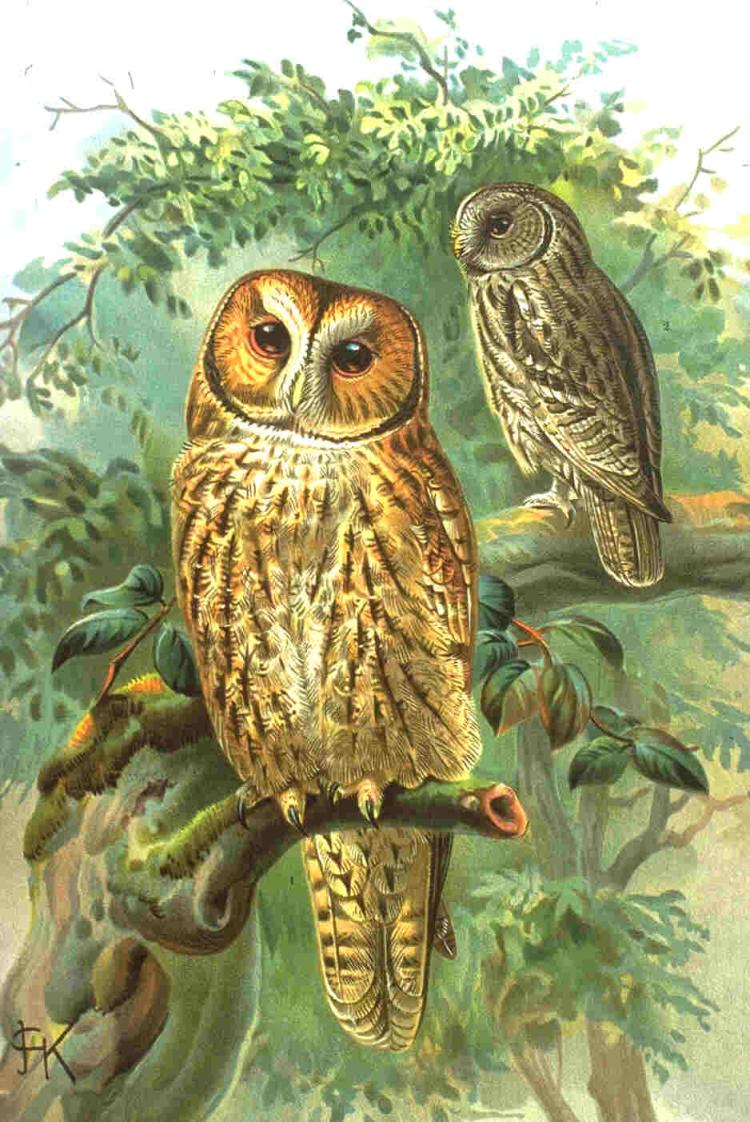
Puszczyk zwyczajny (Strix aluco) – odmiana brązowa, w tle odmiana szara

Polimorfizm, wielopostaciowość (gr. polys ‘wiele’, morfe ‘kształt’) – zjawisko nieciągłości genetycznej przejawiające się występowaniem w obrębie jednego gatunku odmiennych form różniących się funkcjonalnie lub strukturalnie. Czasami mogą one nie być widoczne gołym okiem, a różnić się wyłącznie na poziomie genetycznym lub molekularnym.
W przypadku zmian ciągłych, pomiędzy osobnikami wewnątrz populacji występuje stosunkowo niewielka i stopniowa zmienność (np. różnice wzrostu u ludzi danej rasy), która nie prowadzi do powstania wyraźnie odmiennych form, czyli polimorfizmu. Jeżeli natomiast częstość występowania w danej populacji dwóch (lub więcej) zmian jest zbyt wysoka, aby mogła ona być spowodowana mutacją, mamy wówczas do czynienia z populacją polimorficzną.
W ogólnym ujęciu, polimorfizm polega na tworzeniu się hierarchii i podziału funkcji w obrębie populacji. Najbardziej charakterystycznym przykładem jest podział na samce oraz samice u zwierząt wyższych. Polimorfizm przejawia się m.in. u owadów (mrówki, pszczoły, osy i szerszenie) oraz ptaków, wśród których występuje pospolicie, z wyjątkiem blaszkodziobych i dzięciołów (u których występuje rzadko) oraz trogonów, lelkowych i żurawi (u których w ogóle nie występuje). Polimorfizm owadów społecznych opiera się jednak raczej nie na zmienności genetycznej, a różnicach w odżywianiu.